# 한규식
한규식(韓奎植, 1976년 9월 14일 ~ )은 전 KBO 리그 KIA 타이거즈의 내야수이다.

## 선수 시절

### 롯데 자이언츠시절
1999년에 입단하였다.

### LG 트윈스시절
2001년에 입단하였다.

### KIA 타이거즈시절
2005년 11월 2일 LG 트윈스와 KIA 타이거즈의 3:3 트레이드(마해영, 최상덕, 서동욱 ↔ 한규식 장문석, 손상정)를 통해 이적하였다.

## 야구선수 은퇴 후
LG 트윈스의 2군 매니저로 활동하다가 고양 다이노스에서 수비/주루코치로 활동했고 2018년 6월에 1군으로 승격됐다.

## 논란 및 사건 사고
2022년 5월 3일 새벽 NC 다이노스의 배터리코치인 용덕한과 술을 마시던 중 폭행을 해 퇴단 조치됐다.

## 경력

### 수상
- 1994년 제48회 황금사자기 전국고교야구대회 최우수 선수상

## 출신 학교
- 서울장안초등학교
- 건국대학교 사범대학 부속중학교
- 덕수정보산업고등학교
- 중앙대학교

## 참조
1. ↑  마해영, 장문석 등과 3대3 트레이드로 LG행 - OSEN